# Petr Urban
Petr Urban (* 8. August 1960 in Jablonec nad Nisou) ist ein tschechischer ehemaliger Rennrodler und späterer Zeichner und Illustrator.

## Leben und Wirken
Urban stammt aus einer Sportlerfamilie und ist der Sohn des Rennrodlers Horst Urban und Neffe von Roland Urban. Er ist verheiratet, hat zwei Kinder und lebt in Smržovka. Vor seiner Karriere als Künstler war er aktiver Sportler, der als Rodler an den Olympischen Winterspielen in Calgary 1988 und in Albertville 1992 teilnahm. Zudem war er siebzehnfacher tschechoslowakischer bzw. tschechischer Meister, den letzten Titel errang er im Alter von 50 Jahren.
Aus seiner Feder stammt die in seiner Heimat sehr bekannte Figur Ruda Pivrnec (deutsch: wahrer Biertrinker; freie Übersetzung: Bruno Bierbauch), die neben Magazinen auch von der Brauerei Radegast zu Werbezwecken genutzt wird. Seine Karikaturen erschienen zwei Jahre lang auf der Titelseite der Tageszeitung Lidové noviny, er illustrierte verschiedenste Bücher, so u. a. eine Neuausgabe von Jaroslav Hašeks Roman Der brave Soldat Schwejk.
Petr Urban besaß eine Kneipe in seinem Geburtsort Smržovka, die mit seinen Karikaturen an den Wänden dekoriert ist.